# لوکاس کاوالینی
لوکاس کاوالینی (انگلیسی: Lucas Cavallini؛ زادهٔ ۲۸ دسامبر ۱۹۹۲) بازیکن فوتبال اهل کانادا است.
از باشگاه‌هایی که در آن بازی کرده‌است می‌توان به باشگاه فوتبال ناسیونال اروگوئه اشاره کرد.
وی همچنین در تیم ملی فوتبال کانادا بازی کرده‌است.